# Srđa Popović
Srđa Popović (n. Belgrado, Serbia, el 1 de febrero de 1973) es un biólogo y activista político serbio. Actualmente es director ejecutivo del Centre for Applied Nonviolent Action and Strategies (CANVAS). Srđa Popović fue uno de los líderes del movimiento estudiantil Otpor! que ayudó a derrocar al presidente de Serbia Slobodan Milošević.

## Juventud
Popovic nació en Belgrado, donde sus padres trabajaban en la televisión. Su madre Vesna evitó ser asesinada durante el bombardeo de la OTAN de Belgrado en 1999. Popović tocaba el bajo en una banda de rock gótico llamada BAAL, liderada por Andrej Aćin quien luego se dedicó a filmar películas. Lanzaron un álbum – 1993’s de Između božanstva i ništavila.

## Carrera política
Paralelamente a la música, Popović se unió al ala juvenil del Partido Demócrata (DS) llamada Demokratska Omladina. En la conferencia del partido en enero de 1994, se convirtió en el presidente de Demokratska Omladina trabajando bajo el liderazgo de Zoran Đinđić quien había sido elegido líder del partido recientemente. 
Aunque siguió siendo miembro de DS, en 1998 con el establecimiento de Otpor!, la actividad de Popović en el partido pasó a un segundo plano al asumir su compromiso con el nuevo movimiento. 
Poco después del derrocamiento de  Milošević, Popović dejó Otpor! para volver a su carrera política en Serbia, convirtiéndose en diputado en la Asamblea Nacional, por el Partido Democrático (DS), también sirvió como asesor ambiental de Zoran Đinđić, nombrado recientemente primer ministro.

## Activismo

### Otpor
Popović fue uno de los fundadores y líderes del grupo de resistencia no violenta serbio Otpor!, movimiento fundado en Belgrado el 10 de octubre de 1998, por un pequeño grupo de estudiantes. Poco después de la revolución del 5 de octubre de 2000, Popović dejó Otpor! para continuar su carrera política en Serbia, convirtiéndose en diputado en la Asamblea Nacional, por el Partido Democrático (DS) y en asesor ambiental del primer ministro Zoran Đinđić.

### CANVAS
En 2003, Popović y Slobodan Đinović, quien también fue miembro de Otpor!, cofundaron el Centre for Applied Non Violent Actions and Strategies, (CANVAS), una organización que fomenta el uso de la resistencia no-violenta para promover los derechos humanos y la democracia. Establecida en Belgrado, CANVAS ha trabajado con activistas que defienden la democracia de más de 50 países, entre ellos Irán, Zimbabue, Birmania, Venezuela, Ucrania, Georgia, Palestina, Sahara Occidental, Papúa Occidental, Eritrea, Bielorrusia, Azerbaiyán y Tonga, recientemente, también Túnez y Egipto.
En 2006, Popović y otros dos miembros de CANVAS - Slobodan Đinović y Andrej Milivojević - escribieron un libro llamado Lucha No Violenta: 50 Puntos Cruciales, una guía para la lucha no violenta.
En noviembre de 2011 Popović fue uno de los oradores en la conferencia TEDxKrakow. Entre diciembre de 2011 y febrero de 2013, el video de su discurso en ted.com recibió casi 200.000 visitas.

## Otras actividades

### Green Fist (Puño Verde)
Simultáneamente a su carrera política a principios del 2000, Popović, junto a sus compañeros de Otpor! Predrag Lečić y Andreja Stamenkovic, fundaron la organización ambiental no gubernamental “Puño Verde”. Concebido como un "movimiento ecologista", intenta utilizar los atractivos métodos de Otpor! en cuestiones ambientales, pero pronto se retiró.

### Ecotopia
Popović dirige el fondo Ecotopia, la organización sin fines de lucro que trata cuestiones ambientales, con el respaldo financiero de diversas instituciones gubernamentales de Serbia, así como el sector privado. En 2009, el Fondo organizó una amplia campaña ambiental con actores serbios de renombre y personalidades de los medios con anuncios en televisión y periódicos.

### Relación con Stratfor
Con la publicación de los correos electrónicos de Stratfor que se filtraron [13] a los que fueron mencionados en WikiLeaks por el grupo de hackers Anonymous, luego de accede a los archivos de Stratfor en 2011, algunos correos electrónicos entre Popović y analistas de la firma de inteligencia Stratfor fueron publicados, después de haber sido invitado a dar una conferencia en la firma en 2007. Popović fue criticado por interactuar con Stratfor. En diciembre de 2013 Steve Horn y Carl Gibson, cofundador de Uncut en los Estados Unidos, publicaron un artículo sobre Occupy.com y Truthout que pretendía explicar las interacciones de Popović con Stratfor. El artículo obtuvo fuertes críticas del grupo The Yes Men, así como de destacados académicos en estrategias de resistencia no violenta.

## Premios y reconocimientos
La revista Foreign Policy incluyó a Popović como uno de los “100 pensadores mundiales más importantes” ("Top 100 Global Thinkers") en 2011 por inspirar a manifestantes en la primavera Árabe directa e indirectamente y preparar activistas en cambios sociales no violentos en Oriente Medio.
En enero de 2012, The Wired incluyó a Popović entre las “50 personas que cambiarán el mundo” (“50 people who will change the world").
Kristian Berg Harpviken, director del Instituto Internacional de Estudios para la Paz de Estocolmo, consideró que Popović podía estar entre los candidatos al Premio Nobel de la Paz en 2012.
El Foro Económico Mundial en Davos consideró a Popović como uno de los Jóvenes Líderes Globales en 2013.